# Markovprocess
En Markovprocess, uppkallad efter den ryske matematikern Markov, är inom matematiken en tidskontinuerlig stokastisk process med Markovegenskapen, det vill säga att processens förlopp kan bestämmas utifrån dess befintliga tillstånd utan kännedom om det förflutna. Det tidsdiskreta fallet kallas en Markovkedja.
I stället för Markovkedjans övergångssannoliketer har Markovprocessen övergångsintensiteter och tiderna mellan övergångarna mellan tillstånden är exponentialfördelade.
Teorin för Markovprocesser används bl. a. inom fysik, ekonomi och reglerteknik. 